# Île Kampa
Kampa (aussi Na Kampě) est une île de la rivière Vltava, située dans le centre de Prague, sur le côté de Malá Strana. La superficie de l’île est de 5,2 hectares. Le pont Charles traverse son extrémité nord et est relié à l'île par la rue Na Kampě, la partie sud de l’île est formée par le parc Kampa. L'île est séparée de Malá Strana par un étroit canal artificiel à l'ouest, la Čertovka, petit cours d'eau creusé pour alimenter les moulins à eau (qui ne fonctionnent plus). L’île Kampa est parfois appelée « Venise de Prague »  et, selon le classement de Virtual Tourist, c’est la deuxième « plus belle île urbaine du monde » après l'île Saint-Louis à Paris.

## Noms
Le nom de Čertovka, qui signifie Langue du Diable, est dû à une femme à la langue acérée qui vivait dans une maison du coin appelée les Sept Démons.
Le secteur, peu développé pendant longtemps, a été nommé au XVIIe siècle, campus (« champ ») par des soldats espagnols qui campèrent ici au cours de la bataille de la Montagne Blanche. L'île, avec la Čertovka, a été surnommée la « petite Venise de Prague », grâce à ses canaux, ses moulins et ses habitations pittoresques.

## Musée Kampa
L'Ile Kampa abrite le musée Kampa, une galerie d'art moderne montrant des œuvres d'Europe centrale (et en particulier tchèques). Les pièces sont issues de la collection privée de Meda Mládek, épouse de Jan V. Mládek. Le musée, ouvert en 2003, est situé dans un ancien moulin à eau, sur la rive orientale de l'île. 

## Bâtiments
- Ambassade de la république d'Estonie - Na Kampe 1
- Résidence Dvořák, hôtel 4 étoiles - Na Kampě 3
- restaurant Rouge Sept - Na Kampě 5
- hôtel et restaurant U Zlatých - Na Kampě 6
- hôtel Infant Jesus - Na Kampě 10

## Galerie

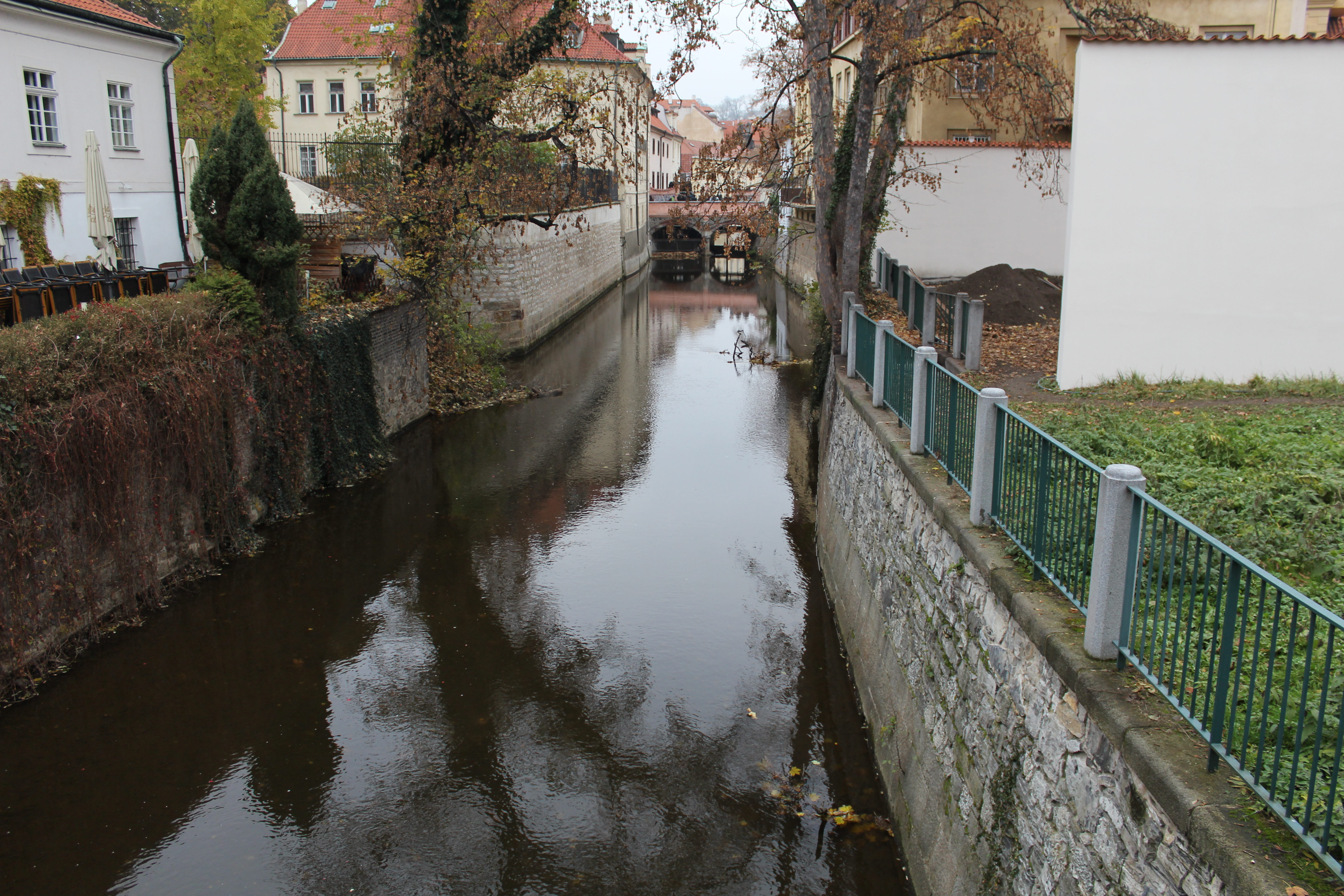
La Certovka
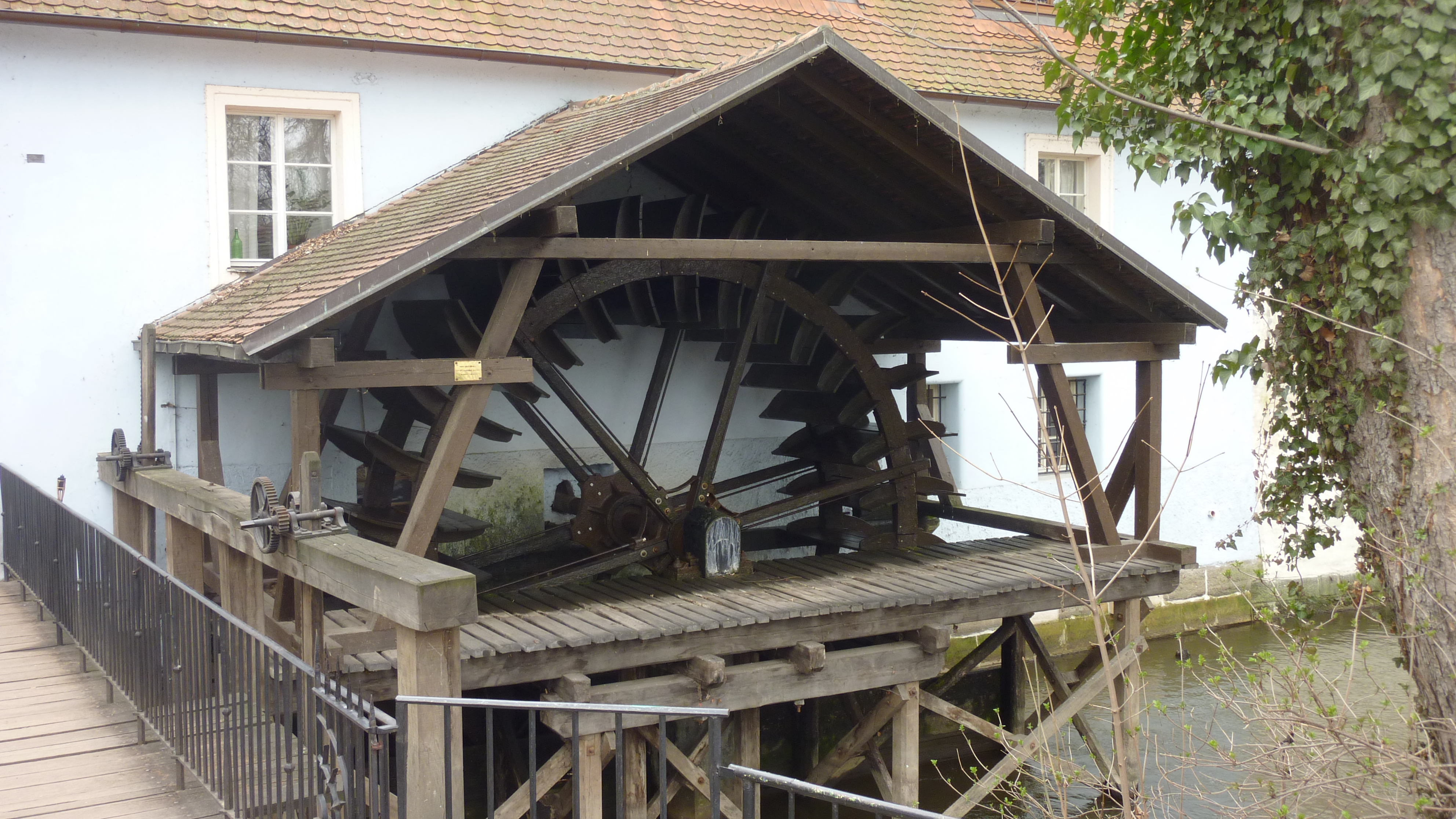
Roue d'un moulin à eau
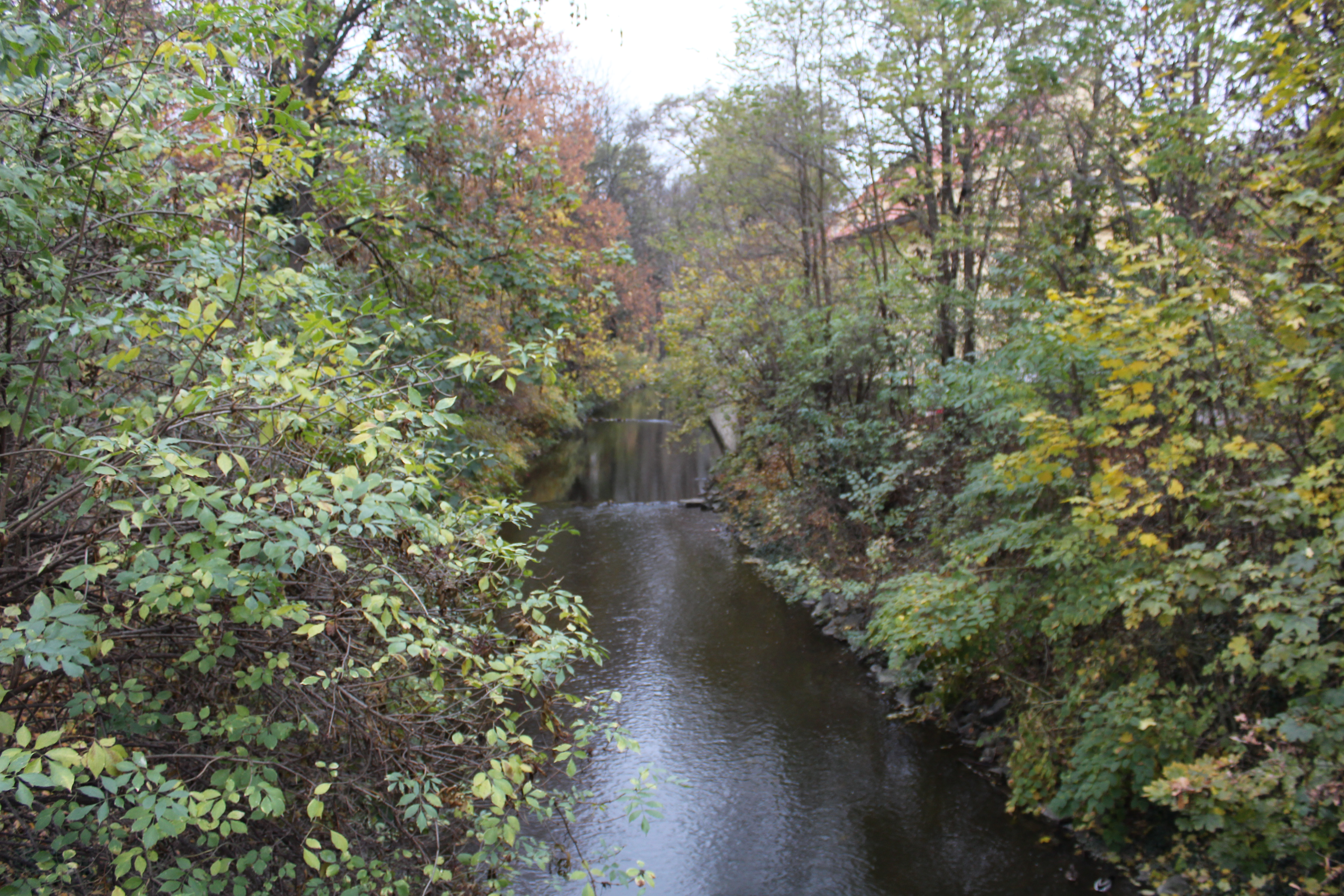
Jardins sur l'île Kampa autour de la Certovka
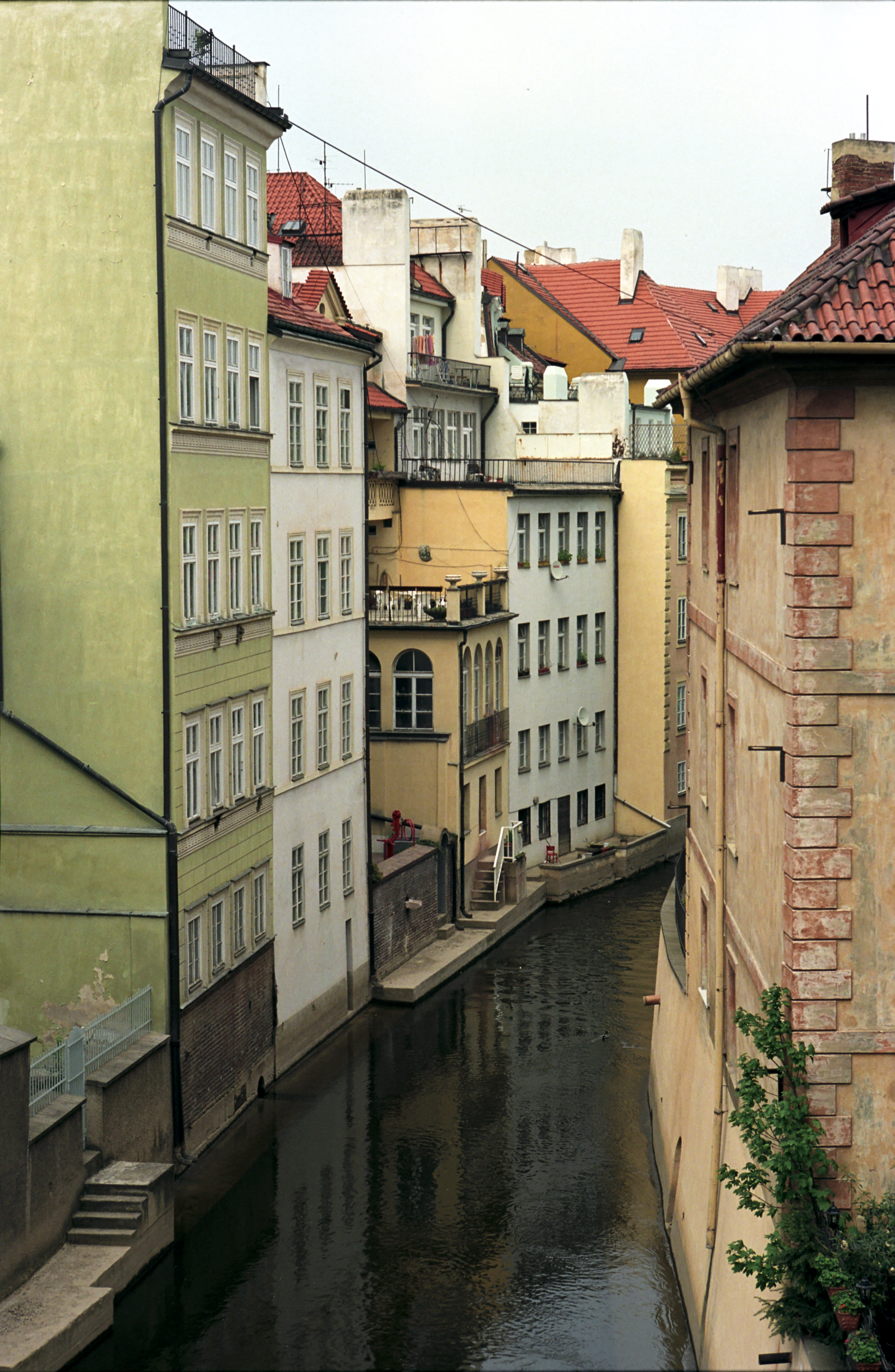
La petite Venise de Prague
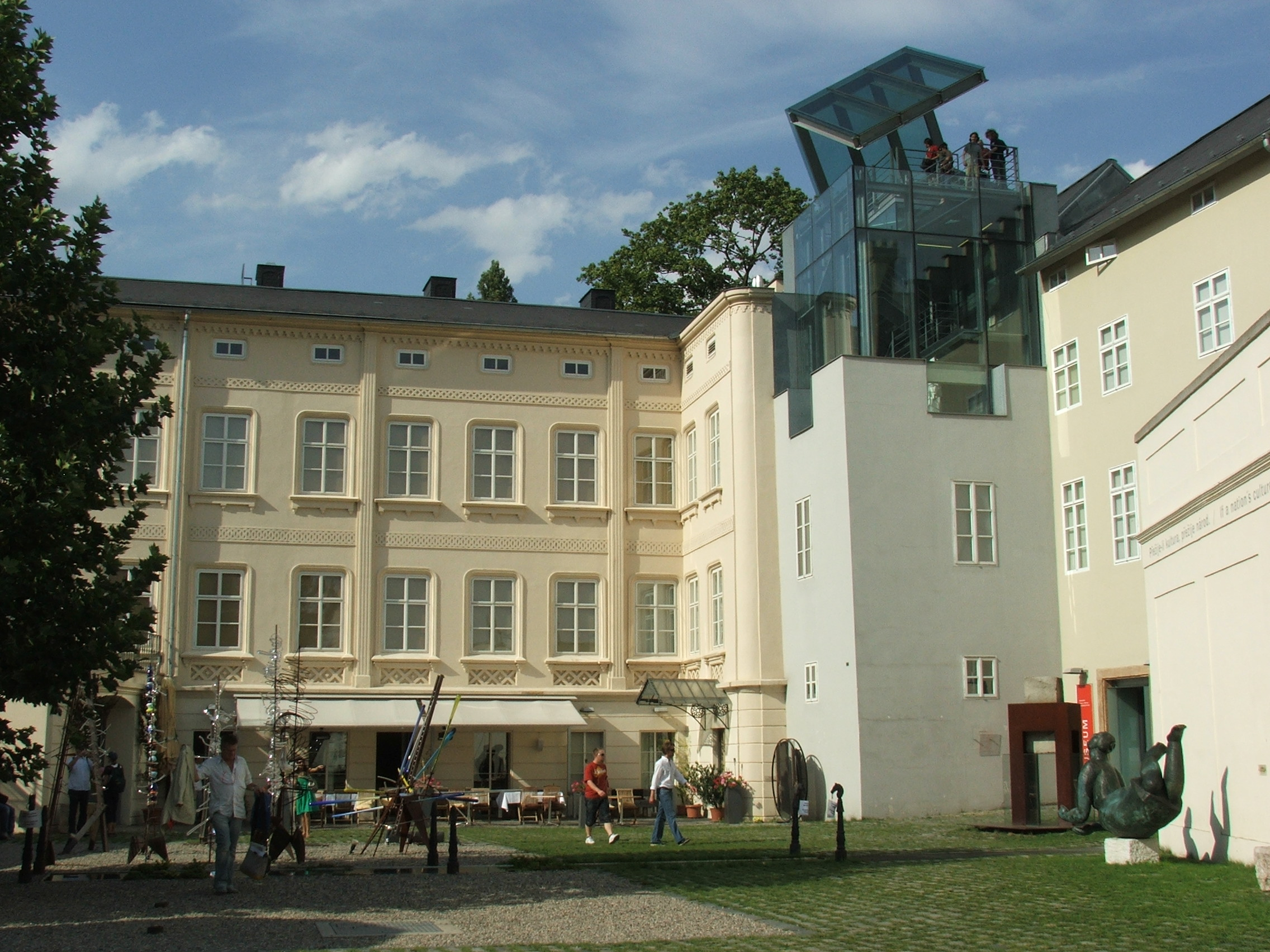
Le Musée Kampa
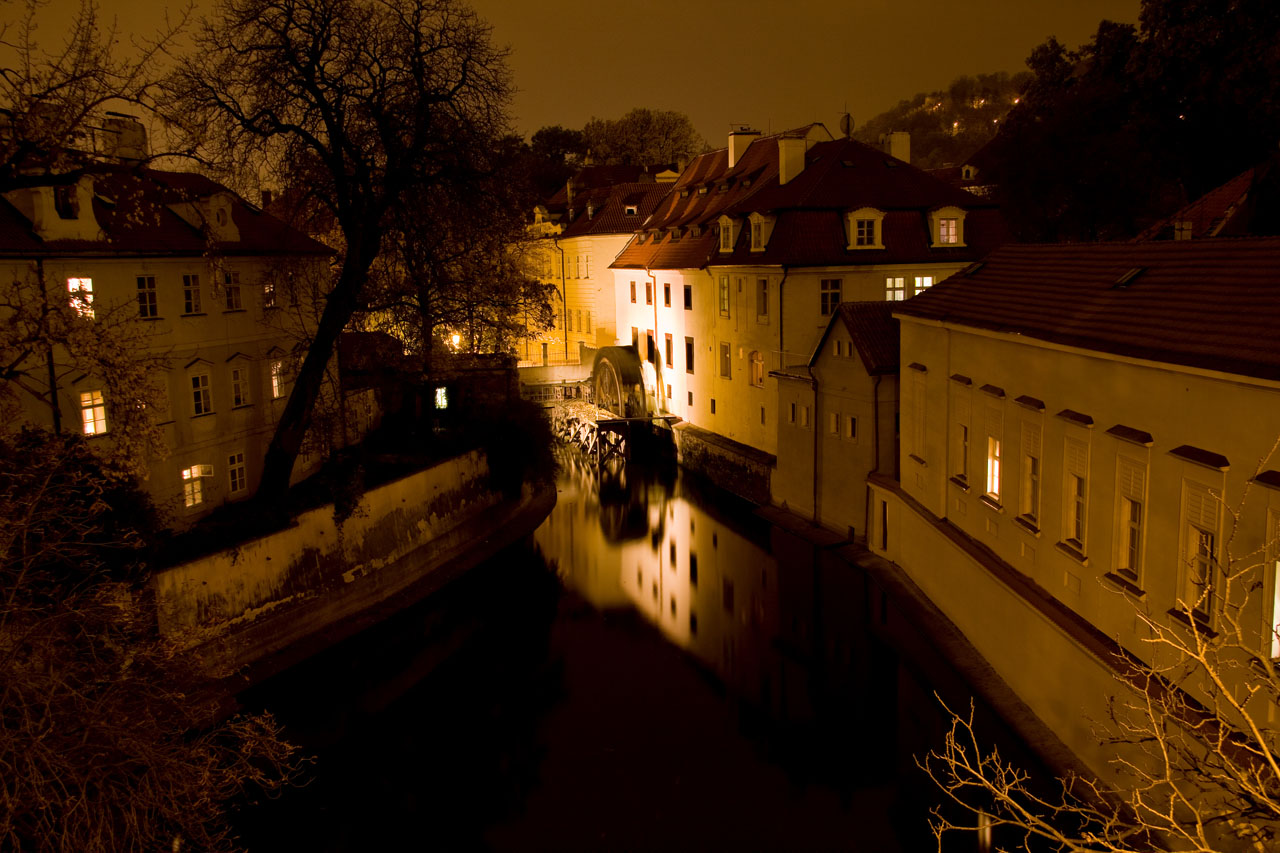
La Čertovka la nuit. L'Île Kampa est sur la gauche.
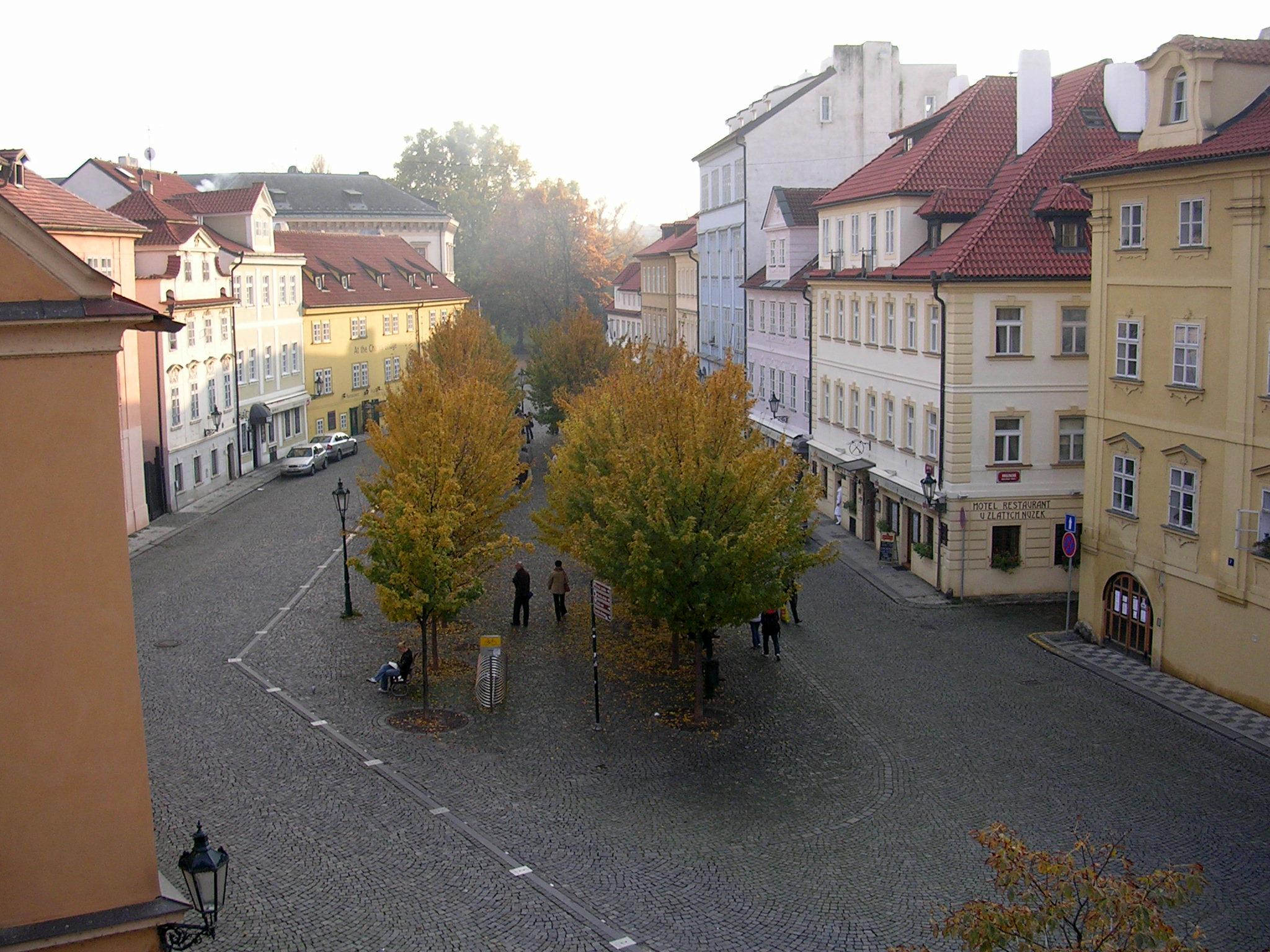
Na Kampě
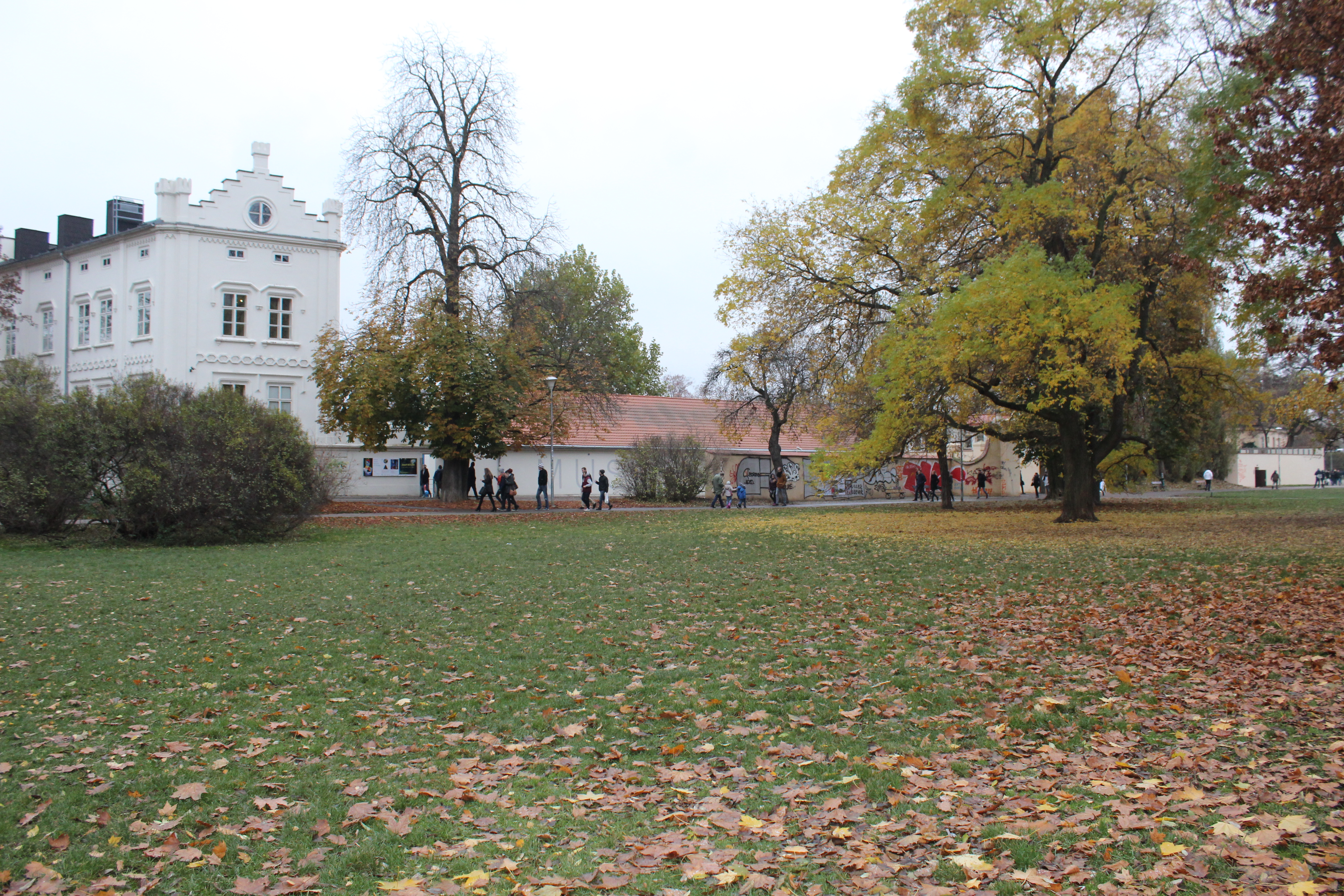
Parc
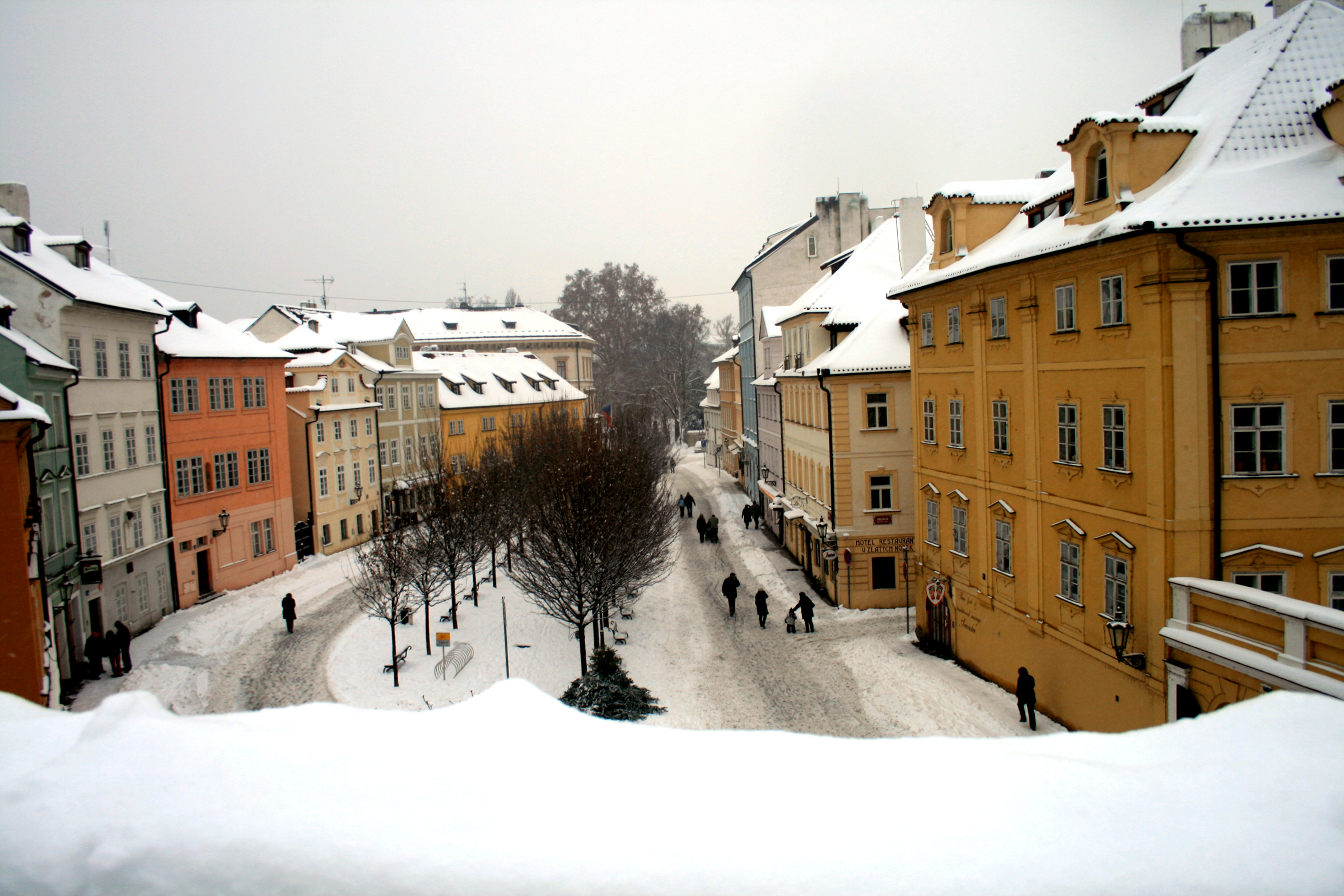
Sous la neige